# Langues de l'Atlas
Les langues de l'Atlas ou plus précisément de l'Atlas marocain sont un sous-groupe des langues berbères du Nord, parlé principalement dans les montagnes de l'Atlas au Maroc.
Ces langues sont mutuellement intelligibles dans le cadre d'un continuum dialectal mais sont distinctes socio-linguistiquement et sont considérées comme étant des langues séparées par l'Institut royal de la culture amazighe. Ces langues sont :
- le chleuh (tashelhiyt)
- le tamazight du Maroc central
- le judéo-berbère
- le sanhaji de Srayr
- le ghomari